# Belarus filmhistoria
Belarus filmhistoria tar sin början under 1920-talet då landet var fortfarande var känt som Vitryska socialistiska sovjetrepubliken.

## Belgoskino (Belarus statliga bio) (1924–1945)
Nationalbiografens historia är nära knuten till en huvudfilmstudio i Vitryssland. Regeringens film- och fotografikontor "Belgoskino" (Den vitryska statliga biografen) inrättades genom resolutionen SNK BSSR från 17 december 1924 (detta datum firas som den vitryska biografens dag). I den första fasen, producerade "Belgoskino" krönika och populärvetenskapliga filmer. År 1928 bildade "Belgoskino" en filmstudio, "Sovjetiska Vitryssland", som placerades i Leningrad på grund av avsaknaden av tekniska resurser. År 1939 flyttades studion till Minsk.
Den första filmen Skogens historia filmades 1926 och tillägnades det vitryska folkets kamp mot de främmande angriparna år 1920. Yuri Viktorovich Tarich, som skapade filmatiseringen Svinherden av M. Charoty, kallas för den vitryska bions grundare. Före 1941 filmade långfilmsstudion cirka 60 verk, bland annat: Rubicon (regisserad av V. Weinstock, 1930) – en film om en engelsk sjöman som besjälade proletariska enighetens ideal; Löjtnant Kije (A. Fayntsimmer, 1934) – en filmatisering av Y. Tynyanovs berättelse grundad på berömda historiska anekdoter; Skeppets Väg (Y. Tarich, 1935) – ett verk om ett sovjetiskt fartygs bärgning; en klassisk sovjetisk komedi Tjejen skyndar sig till ett möte (M . Werner och S. Sidelev, 1936); en lyrisk romantisk historia Min kärlek  (W. Korsch-Sablin, 1940); en filmatisering av litterära klassiska verket Björnen och Människan i ett fodral (I. Innenski, 1938 och 1939).
Under andra världskriget utgavs journalfilmen Sovjetiska Vitryssland (från 1942), som innehöll krönikan från frontlinjen, Den vitryska filmsamlingen (V. Korsch - Sablin och Y. Tarich, 1942), en filmkonsert Leva, kära Belarus! (1944), en dokumentärfilm Sovjetiska Belarus befrielse (V. Korsch - Sablin och N. Sadkovich).

## Belarusfilm (1946–1991)
År 1946 fick studion sitt nuvarande namn - "Belarusfilm".
Dokumentärfilmer och journalfilmer var de som mest producerades efter kriget. Den första stora kreativa framgången blev en långfilm om krigshjälten Konstantin Zaslonov (V. Korsch - Sablin och A. Fayntsimmer, 1949). Andra stora verk tillägnades folkets hjältemod under andra världskriget: Den tredje raketen (R.N. Viktorov], Genom kyrkogården (1965) och Jag är från barndom  (1967, båda - V. Turov), "Alpballaden "(B.M. Stepanov, 1966) och andra.
År 1962 grundades Vitryska filmfotografers union.
Från början av 1960-talet har det mest handlat om historiska filmer: Röda blad av Vladimir Korsh-Sablin; Moskva - Genua av Alexander Speshnev under medverkan av V.Korsh-Sablin och Pavel Armand; Jag, Francisk Skorina av Boris Stepanov, år 1970, och filmer för barn och ungdomar: Annas väg av Lev Golub,  år 1968; Vi med Vulkan av Vasilij Perov, år 1969; ”Mästares stad av Viktor Bichkov, år 1965; Ivan Makarovich av Igor Dobrolubov, år 1968.
På 1970-talet kom nya regissörer till ”Belarusfilm” och medförde nya uppfattningar om filmindustrin. De nya filmerna var visserligen ideologianpassade, men de var samtidigt mycket kreativa: Alla kungens män av Naum Ardashnikov och Alexander Gutkovich, år 1971 (”Belarusfilm” besegrade ”Mosfilm” och fick rätt att filma Robert Penn Warrens roman Alla kungens män under samma namn).  ”Belarusfilm” kunde göra det endast med hjälp av första sekreteraren av Vitryska Sovjetrepublikens kommunistpartis kommitté Petr Masherov.); politisk pamflett Washington-korrespondent (Jurij Dubrovin, år 1972). Man filmar Jack Londons verk: Tiden väntar inte (av Chetverikov, år 1974) och Vladimir Korotkevichs verk Kung Stahs vild jakt (av Valerij Rubinchik, år 1979; den här filmen skulle kallas för ”den första sovjetiska mystiska thrillern”).
Filmerna för barn och ungdomar avtecknar sig mot andra filmer av den här perioden: Anatolij Ribakovs historie om Dirk och Bronsfågel (av Nikolaj Kalinin, år 1973 och 1974), Den sista barndomens sommar (av Valerij Rubinchik, år 1974); musikaler baserade på sagor Buratinos äventyr och Om rödluvan (av Leonid Nechaev, år 1975 och 1977); Förunderliga äventyr av Denis Korablev (en grupp av regissörer, år 1979).
År 1976 öppnades det vitryska biografhistoriska museet till 50-årsjubileumet av filmen Skogssaga.
Under 1980-talet blev teveserier mycket populära: Statens gräns (6 filmer av Boris Stepanov och två filmer av Georgij Ivanov), dilogi Krönikor av Polesje, Människor i träsket och Andedräkt av åska (av Viktor Turov, år 1981); en film av Elem Klim Gå och se! (regissören och filmen vann huvudprisen på Moskvas internationella filmfestival år 1985).
År 1983 kom Vita daggar av Igor Dobrolubov ut, som filmades av ”Belarusfilm” i Hrodna. Filmen vann tredje plats i sovjetiska biljettkassan och sågs av 36 miljoner tittare under 1983. De berömda sovjetiska skådespelarna Vsevolod Sanaev, Nikolaj Karachentsov, Mihail Kokshenov och Gennadij Garbuk spelade i filmen.

## Vitrysk bio efter 1991
Till 50-årsjubileumet för segern över fascismen år 1995 gjorde Unesco en lista över de 100 mest betydelsefulla filmerna om andra världskriget. Den vitryska filmen av Viktor Turov Genom kyrkogård gick in i den här listan.
År 1997 gav ett presidentdekret biostudion ”Belarusfilm” nationell status.
Under 1990-talet karaktäriseras vitrysk filmindustri av stagnation. Trots att man under den här tiden filmade mer än 60 filmer hade de ingen efterfrågan i de sociala och politiska förhållandena. Bland filmerna som var framgångsrika på TV fanns serien Vita kläder (av Leonid Belozorovich, år 1992) som baserar sig på Vladimir Dudintsevs roman med samma namn; den andra och tredje delen av serien Att älska på ryska (Evgenij Matveev, år 1996 och 1999). Däremot fanns filmer av två kvinnliga regissörer som nästan var helt okända: ett drama om internationella relationer Jag – Ivan, du – Abram (av Iolanda Zoberman, år 1993) och en saga Fall upp (av Elena Trofimenko, år 1998) som vann flera priser på nationella och internationella bioutställningar.
En av de viktigaste perioderna i den nuvarande etappen av nationalfilmsutvecklingen började 2007: ”Belarusfilm”, enligt BELTA, har producerat 7 långfilmer och 5 animerade filmer. Studion ”Letopis” har tillverkat 29 dokumentärfilmer. Under året har filmstudions verk deltagit i 30 internationella och lokala filmfestivaler och fått 30 utmärkelser. Kreativa framgångar och uppkomsten av positiva ekonomiska resultat från filmproduktion och distribution (inkomsterna för 2007 uppgick till motsvarande $520.000). Det gjorde det möjligt att prata om stagnationsfasens övervinning i den vitryska biografen. Liknande resultat uppnåddes under 2008-2009. Bland filmerna från dessa år finns: Hemland eller döden” (A. Krinitsina, 2007), Fiender (M. Snezhnaja, 2007), Kadett (V. Dudin, 2009) m m.
Under sitt besök i den nya bion ”Belarus” i Minsk 2008 kritiserade Belarus president Alexander Lukasjenko den vitryska bion och sa: ”Det var olämpligt att slösa budget på den. Ta lån och filma. Om ni gör en bra film kommer vi att ersätta kostnaderna. Men ni ska inte få pengar i förväg”.
Med hänsyn till den ekonomiska situationen och yttrandena från experter, bestämde presidenten att staten skulle stödja nationalbion. Han undertecknade ett dekret 14 april 14 2011, #145 ”Om vissa frågor om beskattning inom kultur- och informationssfären” som innehåller flera skatteförmåner inom filmkonst.

## Den alternativa bion
Vissa kritiker anser att den första oberoende vitryska filmen är Händelsen med grabben (S. Loban, 2000), som fick Grand Prix i den Moskvabaserade festivalen ”Att älska bio”. Inspelningens budget motsvarade $1000. Handlingen är en berättelse om en ung man som gradvis kommer till slutsatsen att ”de bästa alternativen för livet i Vitryssland är att samarbeta med KGB eller oppositionen, som finansieras av västerländska källor” (i tidningen ”Moskovsky Komsomolets”).
Man kan nämna den kontroversiella filmen Ockupation: hemligheter (A. Kudienko), som presenterades vid den Internationella filmfestivalen 2004 och vid den 40:e Filmfestivalen i Karlovy Vary. Regissörens syn på händelser i västra Vitryssland under andra världskriget skiljer sig från den rådande traditionen av hjältar i gerillornas kamp mot angriparna. Revisionen av historien utesluter det positiva mottagandet av filmen av tittarna i f.d. sovjetiska länderna. Regissören beskriver sin ståndpunkt: "Belarus ockupation är ett huvudtema i dess existens, eftersom vårt land alltid har varit under ockupatioun - den polska, ryska, tyska, franska... Alla vitryssar är gerillor, därför är gerilla- och krigsteman ett heligt tema för Vitryssland". Vitryssland har berövat filmen hyreslicens, och krönikören för ”Ryska Tidningen” har uttryckt att ”bilder från filmen visar ett typiskt ståtligt tranbär med operettagerillor och heta sexscener”.